# Паялву
Пайалву (порт. Paialvo) — район (фрегезия) в Португалии, входит в округ Сантарен. Является составной частью муниципалитета Томар. По старому административному делению входил в провинцию Рибатежу. Входит в экономико-статистический субрегион Медиу-Тежу, который входит в Центральный регион. Население составляет 2850 человек на 2001 год. Занимает площадь 22,26 км².
Покровителем района считается Дева Мария (порт. Maria).